# Sandbergia whitedii
Sandbergia whitedii är en korsblommig växtart som först beskrevs av Charles Vancouver Piper, och fick sitt nu gällande namn av Edward Lee Greene. Sandbergia whitedii ingår i släktet Sandbergia och familjen korsblommiga växter. Inga underarter finns listade i Catalogue of Life.